# Чемпионат Европы по тяжёлой атлетике 1947
Чемпионат Европы по тяжёлой атлетике 1947 года прошёл 1-3 июля в выставочном зале «Мессухали» в Хельсинки (Финляндия). В турнире приняли участие 52 спортсмена из 7 стран, которые были разделены на 6 весовых категорий и соревновались в троеборье (жим, рывок и толчок). Это был первый чемпионат Европы, в котором участвовали советские атлеты. Сборная СССР имела по два представителя в каждой весовой категории, и все они смогли стать призёрами чемпионата.

## Медалисты
| Категория                    | Золото                 | Золото                       | Серебро                 | Серебро                      | Бронза                | Бронза                         |
| До 56 кг (легчайший вес)     | Иван Аздаров СССР      | 292,5 кг (87,5 + 90 + 115)   | Александр Донской СССР  | 282,5 кг (82,5 + 90 + 110)   | Анри Мулен Франция    | 272,5 кг (77,5 + 82,5 + 112,5) |
| До 60 кг (полулёгкий вес)    | Арвид Андерссон Швеция | 320 кг (92,5 + 102,5 + 125)  | Евгений Лопатин СССР    | 312,5 кг (92,5 + 95 + 125)   | Моисей Касьяник СССР  | 310 кг (97,5 + 92,5 + 120)     |
| До 67,5 кг (лёгкий вес)      | Израиль Механик СССР   | 330 кг (102,5 + 102,5 + 125) | Георгий Попов СССР      | 330 кг (90 + 105 + 135)      | Лаури Киннунен Швеция | 315 кг (92,5 + 100 + 122,5)    |
| До 75 кг (средний вес)       | Николай Шатов СССР     | 367,5 кг (107,5 + 115 + 145) | Александр Божко СССР    | 355 кг (102,5 + 107,5 + 145) | Жорж Фирмен Франция   | 340 кг (97,5 + 105 + 137,5)    |
| До 82,5 кг (полутяжёлый вес) | Григорий Новак СССР    | 410 кг (140 + 120 + 150)     | Юхани Велламо Финляндия | 365 кг (102,5 + 117,5 + 145) | Лафтулла Кашаев СССР  | 360 кг (100 + 117,5 + 142,5)   |
| Свыше 82,5 кг (тяжёлый вес)  | Яков Куценко СССР      | 432,5 кг (135 + 127,5 + 170) | Нильс Петерсен Дания    | 377,5 кг (115 + 112,5 + 150) | Николай Лапутин СССР  | 377,5 кг (117,5 + 115 + 145)   |

## Командный зачёт
| Место | Страна    | Золото | Серебро | Бронза | Всего |
| ----- | --------- | ------ | ------- | ------ | ----- |
| 1     | СССР      | 5      | 4       | 3      | 12    |
| 2     | Швеция    | 1      | 0       | 1      | 2     |
| 3     | Дания     | 0      | 1       | 0      | 1     |
| 3     | Финляндия | 0      | 1       | 0      | 1     |
| 5     | Франция   | 0      | 0       | 2      | 2     |
| Всего | Всего     | 6      | 6       | 6      | 18    |